# Circoscrizione Torino-Novara-Vercelli
La circoscrizione Torino-Novara-Vercelli (o circoscrizione I) era una circoscrizione elettorale italiana per l'elezione dell'Assemblea Costituente, nel 1946, e della Camera dei deputati, dal 1948 al 1993.
Comprendeva le province di Torino, Novara e Vercelli.
Era prevista dalla Tabella A di cui al decreto legislativo luogotenenziale 10 marzo 1946, n. 74, poi ripresa dalla legge 20 gennaio 1948, n. 6 e dal decreto del presidente della Repubblica 30 marzo 1957, n. 361.
Nel 1993 la circoscrizione fu soppressa: la provincia di Torino venne a coincidere con la circoscrizione Piemonte 1; le province di Novara e di Vercelli furono inglobate nella circoscrizione Piemonte 2, insieme alle province di Cuneo, Alessandria e Asti (già ricomprese nella circoscrizione Cuneo-Alessandria-Asti).
Di seguito i risultati di lista e i deputati eletti, ordinati secondo il numero di preferenze ottenute.

## Elezioni politiche 1946
| Liste                                           | Voti      | %     | Seggi |
| ----------------------------------------------- | --------- | ----- | ----- |
| Democrazia Cristiana                            | 448.220   | 33,14 | 9     |
| Partito Socialista Italiano di Unità Proletaria | 411.073   | 30,40 | 9     |
| Partito Comunista Italiano                      | 313.539   | 23,18 | 6     |
| Unione Democratica Nazionale                    | 72.254    | 5,34  | 1     |
| Fronte dell'Uomo Qualunque                      | 33.221    | 2,46  | -     |
| Partito d'Azione                                | 23.775    | 1,76  | -     |
| Blocco Nazionale della Libertà                  | 18.714    | 1,38  | -     |
| Partito dei Contadini d'Italia                  | 15.392    | 1,14  | -     |
| Concentrazione Democratica Repubblicana         | 8.954     | 0,66  | -     |
| Partito Repubblicano Italiano                   | 7.225     | 0,53  | -     |
| Totale                                          | 1.352.367 |       | 25    |

| Democrazia Cristiana | Partito Socialista Italiano di Unità Proletaria | Partito Comunista Italiano | Unione Democratica Nazionale         |
| --- | --- | --- | ------------------------------------ |
| - Oscar Luigi Scalfaro - → Giulio Pastore - Gustavo Colonnetti - Ermenegildo Bertola - Giuseppe Pella - Giovanni Bovetti - Albino Ottavio Stella - Silvio Geuna - Gioachino Quarello - Giuseppe Rapelli | - Umberto Calosso - Pierino Fornara - Luigi Carmagnola - Alberto Jacometti - Corrado Bonfantini - Virgilio Luisetti - Ernesto Carpano Maglioli - Michelino Giua - → Filippo Amedeo - Luigi Zappelli | - → Palmiro Togliatti - → Pietro Secchia - Giovanni Roveda - Vincenzo Moscatelli - Francesco Leone - Sergio Scarpa - Vittorio Flecchia - Francesco Moranino | - → Luigi Einaudi - Bruno Villabruna |

1. 1 2 3 4  Opta per il collegio unico nazionale
2. ↑  Deceduto prima dell'insediamento dell'Assemblea

## Elezioni politiche 1948
| Liste                                              | Voti      | %     | Seggi |
| -------------------------------------------------- | --------- | ----- | ----- |
| Democrazia Cristiana                               | 668.730   | 45,57 | 13    |
| Fronte Democratico Popolare                        | 530.083   | 36,12 | 10    |
| Unità Socialista                                   | 175.818   | 11,98 | 3     |
| Blocco Nazionale                                   | 32.755    | 2,23  | -     |
| Partito dei Contadini d'Italia                     | 15.410    | 1,05  | -     |
| Movimento Sociale Italiano                         | 12.865    | 0,88  | -     |
| Partito Nazionale Monarchico - Alleanza del Lavoro | 11.105    | 0,76  | -     |
| Partito Cristiano Sociale                          | 6.634     | 0,45  | -     |
| Partito Repubblicano Italiano                      | 6.490     | 0,44  | -     |
| Partito Demolaburista Italiano                     | 3.369     | 0,23  | -     |
| Movimento Nazionalista per la Democrazia Sociale   | 2.416     | 0,16  | -     |
| Concentrazione Nazionale Combattenti Uniti         | 1.245     | 0,08  | -     |
| Fronte degli Italiani                              | 521       | 0,04  | -     |
| Totale                                             | 1.467.441 |       | 26    |

| Democrazia Cristiana | Fronte Democratico Popolare | Unità Socialista                                          |
| --- | --- | --------------------------------------------------------- |
| - Giulio Pastore - Oscar Luigi Scalfaro - Giuseppe Pella - Giuseppe Rapelli - Natale Menotti - Silvio Geuna - → Federico Marconcini - Matteo Tonengo - Albino Ottavio Stella - Ermenegildo Bertola - Gioacchino Quarello - Giovanni Bovetti - Valdo Fusi - Renzo Franzo | - → Palmiro Togliatti - Mario Montagnana - Francesco Moranino - Camilla Ravera - Silvio Ortona - Gisella Floreanini Della Porta - Sergio Scarpa - Luigi Grassi - Ernesto Carpano Maglioli - Giovanni Sampietro - Luigi Zappelli | - Giuseppe Saragat - Umberto Calosso - Corrado Bonfantini |

1. ↑  Opta per il Senato
2. ↑  Opta per la circoscrizione Roma-Viterbo-Latina-Frosinone

## Elezioni politiche 1953
| Liste                                   | Voti      | %     | Seggi |
| --------------------------------------- | --------- | ----- | ----- |
| Democrazia Cristiana                    | 567.153   | 37,48 | 11    |
| Partito Comunista Italiano              | 355.063   | 23,46 | 7     |
| Partito Socialista Italiano             | 226.123   | 14,94 | 4     |
| Partito Socialista Democratico Italiano | 111.395   | 7,36  | 2     |
| Partito Liberale Italiano               | 78.369    | 5,18  | 1     |
| Partito Nazionale Monarchico            | 72.996    | 4,82  | 1     |
| Movimento Sociale Italiano              | 43.906    | 2,90  | -     |
| Unità Popolare                          | 21.690    | 1,43  | -     |
| Unione Socialista Indipendente          | 19.348    | 1,28  | -     |
| Alleanza Democratica Nazionale          | 8.497     | 0,56  | -     |
| Partito Repubblicano Italiano           | 7.022     | 0,46  | -     |
| Partito della Volontà Nazionale         | 1.010     | 0,07  | -     |
| Partito Sardo d'Azione                  | 715       | 0,05  | -     |
| Totale                                  | 1.513.287 |       | 26    |

| Democrazia Cristiana | Partito Comunista Italiano | Partito Socialista Italiano                                                       |
| --- | --- | --------------------------------------------------------------------------------- |
| - Giuseppe Pella - Giulio Pastore - Oscar Luigi Scalfaro - Dante Graziosi - Giovanni Bovetti - Natale Menotti - Giuseppe Rapelli - Albino Ottavio Stella - Renzo Franzo - Gioacchino Quarello - Emanuela Savio | - → Palmiro Togliatti - Domenico Coggiola - Francesco Moranino - Camilla Ravera - Silvio Ortona - Sergio Scarpa - Gisella Floreanini Della Porta - Giovanni Baltaro | - Alberto Jacometti - Vittorio Foa - Giovanni Sampietro - Marziano Guglielminetti |
| Partito Socialista Democratico Italiano | Partito Liberale Italiano | Partito Nazionale Monarchico                                                      |
| - → Giuseppe Saragat - Corrado Bonfantini - Guido Secreto | - Bruno Villabruna - Giuseppe Alpino | - Pierino Luigi Ferrari                                                           |

1. 1 2  Opta per il collegio unico nazionale

## Elezioni politiche 1958
| Liste                                            | Voti      | %     | Seggi |
| ------------------------------------------------ | --------- | ----- | ----- |
| Democrazia Cristiana                             | 635.135   | 37,65 | 11    |
| Partito Comunista Italiano                       | 354.984   | 21,05 | 6     |
| Partito Socialista Italiano                      | 253.584   | 15,03 | 4     |
| Partito Socialista Democratico Italiano          | 119.758   | 7,10  | 2     |
| Partito Liberale Italiano                        | 85.577    | 5,07  | 1     |
| Movimento Comunità                               | 71.752    | 4,25  | 1     |
| Partito Nazionale Monarchico                     | 43.713    | 2,59  | 1     |
| Movimento Sociale Italiano                       | 39.970    | 2,37  | -     |
| Movimento Autonomia Regionale Piemontese         | 36.266    | 2,15  | -     |
| Partito Monarchico Popolare                      | 15.126    | 0,90  | -     |
| Partito Repubblicano Italiano - Partito Radicale | 14.972    | 0,89  | -     |
| Autonomia Piemontese                             | 6.955     | 0,41  | -     |
| Movimento Pro Pensionati                         | 4.987     | 0,30  | -     |
| Movimento Indipendente Divorzisti                | 3.955     | 0,23  | -     |
| Totale                                           | 1.686.734 |       | 26    |

| Democrazia Cristiana | Partito Comunista Italiano | Partito Socialista Italiano                                               | Partito Socialista Democratico Italiano                   |
| --- | --- | ------------------------------------------------------------------------- | --------------------------------------------------------- |
| - Giuseppe Pella - Giovanni Bovetti - Giulio Pastore - Emanuela Savio - Oscar Luigi Scalfaro - Carlo Donat-Cattin - Albino Ottavio Stella - Dante Graziosi - Renzo Franzo - Aurelio Curti - Giuseppe Rapelli | - → Palmiro Togliatti - Celeste Negarville - → Pietro Secchia - Francesco Leone - Egidio Sulotto - Cino Moscatelli - Ferdinando Vacchetta - Sergio Scarpa | - Vittorio Foa - Alberto Jacometti - Luigi Castagno - Francesco Albertini | - → Giuseppe Saragat - Guido Secreto - Corrado Bonfantini |
| Partito Liberale Italiano | Comunità | Partito Nazionale Monarchico                                              |                                                           |
| - Giuseppe Alpino | - Adriano Olivetti | - Pierino Luigi Ferrari                                                   |                                                           |

1. 1 2  Opta per la circoscrizione Roma-Viterbo-Latina-Frosinone
2. ↑  Opta per il Senato

## Elezioni politiche 1963
| Liste                                            | Voti      | %     | Seggi |
| ------------------------------------------------ | --------- | ----- | ----- |
| Democrazia Cristiana                             | 611.964   | 32,66 | 11    |
| Partito Comunista Italiano                       | 471.189   | 25,14 | 9     |
| Partito Socialista Italiano                      | 283.222   | 15,11 | 5     |
| Partito Liberale Italiano                        | 224.296   | 11,97 | 4     |
| Partito Socialista Democratico Italiano          | 171.909   | 9,17  | 3     |
| Movimento Sociale Italiano                       | 46.750    | 2,49  | 1     |
| Partito Democratico Italiano di Unità Monarchica | 31.431    | 1,68  | -     |
| Partito Autonomo Pensionati d'Italia             | 12.711    | 0,68  | -     |
| Partito Repubblicano Italiano                    | 12.327    | 0,66  | -     |
| Concentrazione di Unità Rurale                   | 6.158     | 0,33  | -     |
| Movimento Politico Cattolico Italiano            | 1.939     | 0,10  | -     |
| Totale                                           | 1.873.896 |       | 33    |

| Democrazia Cristiana | Partito Comunista Italiano | Partito Socialista Italiano                                                                                |
| --- | --- | --- |
| - Giuseppe Pella - Giulio Pastore - Oscar Luigi Scalfaro - Giovanni Bovetti - Carlo Stella - Carlo Donat-Cattin - Emanuela Savio - Dante Graziosi - Aurelio Curti - Renzo Franzo - Carlo Borra | - → Palmiro Togliatti - → Gian Carlo Pajetta - → Pietro Secchia - Giorgina Arian Levi - Pasquale Maulini - Alberto Todros - Egidio Sulotto - Sergio Scarpa - → Domenico Marchisio - Elvo Tempia Valenta - Marcella Balconi - Ugo Spagnoli - → Anna Maria Bonadies - Enea Baldini | - Vittorio Foa - Alberto Jacometti - Carlo Mussa Ivaldi Vercelli - Francesco Albertini - Giuseppe Ferraris |
| Partito Liberale Italiano | Partito Socialista Democratico Italiano | Movimento Sociale Italiano                                                                                 |
| - Giuseppe Alpino - Luigi Cerutti - Vittore Catella - Enrico Michele Demarchi | - Giuseppe Saragat - Guido Secreto - Franco Nicolazzi | - Tullio Abelli                                                                                            |

1. ↑  Opta per la circoscrizione Roma-Viterbo-Latina-Frosinone
2. ↑  Opta per la circoscrizione Mantova-Cremona
3. 1 2  Opta per il Senato
4. ↑  Deceduta

## Elezioni politiche 1968
| Liste                                            | Voti      | %     | Seggi |
| ------------------------------------------------ | --------- | ----- | ----- |
| Democrazia Cristiana                             | 654.726   | 33,16 | 11    |
| Partito Comunista Italiano                       | 562.081   | 28,47 | 10    |
| PSI-PSDI Unificati                               | 319.120   | 16,16 | 5     |
| Partito Liberale Italiano                        | 203.444   | 10,31 | 3     |
| Partito Socialista Italiano di Unità Proletaria  | 98.482    | 4,99  | 2     |
| Movimento Sociale Italiano                       | 49.886    | 2,53  | 1     |
| Socialdemocrazia                                 | 35.652    | 1,81  | -     |
| Partito Repubblicano Italiano                    | 24.535    | 1,24  | -     |
| Partito Democratico Italiano di Unità Monarchica | 22.310    | 1,13  | -     |
| Nuova Repubblica                                 | 3.979     | 0,20  | -     |
| Totale                                           | 1.974.215 |       | 32    |

| Democrazia Cristiana | Partito Comunista Italiano | PSI-PSDI Unificati |
| --- | --- | --- |
| - Oscar Luigi Scalfaro - Giulio Pastore - Emanuela Savio - Gian Aldo Arnaud - Giuseppe Botta - Carlo Donat-Cattin - Carlo Stella - Aurelio Curti - Dante Graziosi - Alessandro Giordano - Guido Bodrato - Carlo Borra - Renzo Franzo | - Gian Carlo Pajetta - Vito Damico - Alberto Todros - Egidio Sulotto - Giorgina Arian Levi - Ugo Spagnoli - Elvo Tempia Valenta - Pasquale Maulini - Eraldo Gastone - Piergiorgio Allera | - → Pietro Nenni - Franco Nicolazzi - Terenzio Magliano - Cornelio Masciadri - Carlo Mussa Ivaldi Vercelli - Eugenio Scalfari |
| Partito Liberale Italiano | Partito Socialista Italiano di Unità Proletaria | Movimento Sociale Italiano |
| - Giuseppe Alpino - Vittore Catella - Enrico Michele Demarchi | - Lucio Libertini - Fausto Amodei | - Tullio Abelli |

1. ↑  Subentra a Giulio Pastore il 22 ottobre 1969
2. ↑  Subentra a Emanuela Savio il 22 febbraio 1972
3. ↑  Opta per la circoscrizione Milano-Pavia

## Elezioni politiche 1972
| Liste                                           | Voti      | %     | Seggi |
| ----------------------------------------------- | --------- | ----- | ----- |
| Democrazia Cristiana                            | 704.911   | 33,49 | 12    |
| Partito Comunista Italiano                      | 601.773   | 28,59 | 10    |
| Partito Socialista Italiano                     | 228.932   | 10,88 | 4     |
| Partito Liberale Italiano                       | 166.333   | 7,90  | 3     |
| Partito Socialista Democratico Italiano         | 146.185   | 6,94  | 2     |
| Movimento Sociale Italiano                      | 111.397   | 5,29  | 2     |
| Partito Repubblicano Italiano                   | 71.310    | 3,39  | 1     |
| Partito Socialista Italiano di Unità Proletaria | 38.148    | 1,81  | -     |
| Partito Comunista (Marxista-Leninista) Italiano | 12.149    | 0,58  | -     |
| Il manifesto                                    | 11.023    | 0,52  | -     |
| Movimento Politico dei Lavoratori               | 7.057     | 0,34  | -     |
| Rinnovamento Democratico Nazionale              | 5.893     | 0,28  | -     |
| Totale                                          | 2.105.111 |       | 34    |

| Democrazia Cristiana | Partito Comunista Italiano | Partito Socialista Italiano                                                            | Partito Liberale Italiano                              |
| --- | --- | -------------------------------------------------------------------------------------- | ------------------------------------------------------ |
| - Oscar Luigi Scalfaro - Gian Aldo Arnaud - Giuseppe Botta - Carlo Donat-Cattin - Carlo Stella - Michele Zolla - Maurizio Pensa - Giuseppe Costamagna - Guido Bodrato - Rolando Picchioni - Alessandro Giordano - Carlo Borra | - Gian Carlo Pajetta - Vito Damico - Mario Garbi - Ugo Spagnoli - Giovanni Furia - Alberto Todros - Eraldo Gastone - Mario Tamini - Carmen Casapieri - Tullio Benedetti - Piergiorgio Allera - Pompeo Colajanni | - Francesco Froio - Paolo Battino Vittorelli - Cornelio Masciadri - Maria Magnani Noya | - Giuseppe Alpino - Vittore Catella - Renato Altissimo |
| Partito Socialista Democratico Italiano | Movimento Sociale Italiano | Partito Repubblicano Italiano                                                          |                                                        |
| - Franco Nicolazzi - Terenzio Magliano | - Tullio Abelli - Aldo Maina | - Giorgio La Malfa                                                                     |                                                        |

1. ↑  Subentra a Tullio Benedetti il 26 novembre 1974
2. ↑  Subentra a Vito Damico il 25 gennaio 1975

## Elezioni politiche 1976
| Liste                                         | Voti      | %     | Seggi |
| --------------------------------------------- | --------- | ----- | ----- |
| Partito Comunista Italiano                    | 865.252   | 38,21 | 15    |
| Democrazia Cristiana                          | 741.841   | 32,76 | 13    |
| Partito Socialista Italiano                   | 231.557   | 10,23 | 4     |
| Partito Socialista Democratico Italiano       | 99.971    | 4,41  | 1     |
| Movimento Sociale Italiano - Destra Nazionale | 91.881    | 4,06  | 1     |
| Partito Repubblicano Italiano                 | 89.592    | 3,96  | 1     |
| Partito Liberale Italiano                     | 61.488    | 2,72  | 1     |
| Democrazia Proletaria                         | 42.037    | 1,86  | 1     |
| Partito Radicale                              | 38.840    | 1,72  | 1     |
| Partito Operaio Europeo                       | 1.979     | 0,09  | -     |
| Totale                                        | 2.264.438 |       | 38    |

| Partito Comunista Italiano | Democrazia Cristiana | Partito Socialista Italiano                                                         |
| --- | --- | ----------------------------------------------------------------------------------- |
| - Gian Carlo Pajetta - Emilio Pugno - Lucio Libertini - Ugo Spagnoli - Claudio Napoleoni - Carmen Casapieri - Alberto Todros - Antonino Brusca - Angela Maria Rosolen - Giovanni Furia - Giuseppe Castoldi - Mario Tamini - Nazzareno Guasso - Mario Garbi - → Tullio Vinay - Paolo Allegra | - Luigi Rossi di Montelera - Oscar Luigi Scalfaro - Giuseppe Botta - Gian Aldo Arnaud - Carlo Donat-Cattin - Michele Zolla - Giovanni Porcellana - Guido Bodrato - Giuseppe Costamagna - Rolando Picchioni - Carlo Stella - Alessandro Giordano - Paola Cavigliasso | - Paolo Battino Vittorelli - Maria Magnani Noya - Francesco Froio - Giorgio Mondino |
| Partito Socialista Democratico Italiano | Movimento Sociale Italiano - Destra Nazionale | Partito Repubblicano Italiano                                                       |
| - Franco Nicolazzi | - Tullio Abelli - Andrea Galasso | - Giorgio La Malfa                                                                  |
| Partito Liberale Italiano | Democrazia Proletaria | Partito Radicale                                                                    |
| - Valerio Zanone | - → Vittorio Foa - Silverio Corvisieri | - Marco Pannella - Maria Adelaide Aglietta - Angelo Pezzana - Roberto Cicciomessere |

1. ↑  Opta per il Senato
2. ↑  Subentra a Tullio Abelli il 14 dicembre 1976
3. ↑  Rinuncia all'incarico
4. ↑  Subentra a Marco Pannella il 23 gennaio 1979
5. ↑  Subentra a Maria Adelaide Aglietta il 6 febbraio 1979
6. ↑  Subentra ad Angelo Pezzana il 21 febbraio 1979

## Elezioni politiche 1979
| Liste                                         | Voti      | %     | Seggi |
| --------------------------------------------- | --------- | ----- | ----- |
| Partito Comunista Italiano                    | 729.032   | 32,85 | 13    |
| Democrazia Cristiana                          | 687.412   | 30,97 | 12    |
| Partito Socialista Italiano                   | 234.310   | 10,56 | 4     |
| Partito Radicale                              | 111.844   | 5,04  | 2     |
| Partito Socialista Democratico Italiano       | 107.953   | 4,86  | 2     |
| Partito Repubblicano Italiano                 | 94.750    | 4,27  | 2     |
| Partito Liberale Italiano                     | 89.940    | 4,05  | 2     |
| Movimento Sociale Italiano - Destra Nazionale | 87.069    | 3,92  | 1     |
| Partito di Unità Proletaria                   | 39.142    | 1,76  | 1     |
| Nuova Sinistra Unita                          | 23.241    | 1,05  | -     |
| Democrazia Nazionale                          | 13.162    | 0,59  | -     |
| Partito Popolare Italiano                     | 1.582     | 0,07  | -     |
| Totale                                        | 2.219.437 |       | 39    |

| Partito Comunista Italiano | Democrazia Cristiana | Partito Socialista Italiano                                                  |
| --- | --- | ---------------------------------------------------------------------------- |
| - Gian Carlo Pajetta - → Lucio Libertini - Emilio Pugno - Ugo Spagnoli - Luciano Violante - Viller Manfredini - Paolo Allegra - Angela Maria Rosolen - Giuseppe Castoldi - Rosalba Molineri - Giovanni Motetta - Carlo Galante Garrone - Giovanni Furia - Antonino Brusca | - Luigi Rossi di Montelera - Oscar Luigi Scalfaro - Guido Bodrato - Paola Cavigliasso - → Carlo Donat-Cattin - Giuseppe Botta - Pier Angelo Balzardi - Michele Zolla - Rolando Picchioni - Gian Aldo Arnaud - Anna Maria Vietti - Giovanni Porcellana - Giuseppe Costamagna | - Giusi La Ganga - Maria Magnani Noya - Filippo Fiandrotti - Giorgio Mondino |
| Partito Radicale | Partito Socialista Democratico Italiano | Partito Repubblicano Italiano                                                |
| - Maria Adelaide Aglietta - → Leonardo Sciascia - Roberto Cicciomessere | - Franco Nicolazzi - Baldassarre Funari | - Susanna Agnelli - Giorgio La Malfa                                         |
| Partito Liberale Italiano | Movimento Sociale Italiano - Destra Nazionale | Partito di Unità Proletaria per il Comunismo                                 |
| - Valerio Zanone - Renato Altissimo | - Ugo Martinat | - Lucio Magri                                                                |

1. 1 2  Opta per il Senato
2. ↑  Opta per la circoscrizione Roma-Viterbo-Latina-Frosinone

## Elezioni politiche 1983
| Liste                                         | Voti      | %     | Seggi |
| --------------------------------------------- | --------- | ----- | ----- |
| Partito Comunista Italiano                    | 692.049   | 32,48 | 12    |
| Democrazia Cristiana                          | 517.341   | 24,28 | 9     |
| Partito Socialista Italiano                   | 227.810   | 10,69 | 4     |
| Partito Repubblicano Italiano                 | 171.508   | 8,05  | 3     |
| Partito Liberale Italiano                     | 126.151   | 5,92  | 2     |
| Movimento Sociale Italiano - Destra Nazionale | 118.617   | 5,57  | 2     |
| Partito Socialista Democratico Italiano       | 101.709   | 4,77  | 2     |
| Partito Radicale                              | 78.849    | 3,70  | 1     |
| Partito Nazionale Pensionati                  | 48.120    | 2,26  | -     |
| Democrazia Proletaria                         | 39.493    | 1,85  | 1     |
| Lista per Trieste                             | 8.733     | 0,41  | -     |
| Totale                                        | 2.130.380 |       | 36    |

| Partito Comunista Italiano | Democrazia Cristiana | Partito Socialista Italiano                                               |
| --- | --- | ------------------------------------------------------------------------- |
| - Gian Carlo Pajetta - Lucio Magri - Natalia Ginzburg - Ugo Spagnoli - Luciano Violante - Lucio Pisani - → Lucio Libertini - Giovanni Alasia - Giovanni Motetta - Gianni Wilmer Ronzani - Bernardo Sanlorenzo - Ferruccio Danini - Teresa Migliasso - Viller Manfredini | - Guido Bodrato - Oscar Luigi Scalfaro - Giuseppe Botta - Luigi Rossi di Montelera - Paola Cavigliasso - Pier Angelo Balzardi - Michele Zolla - Silvio Lega - Gianfranco Astori | - Giuliano Amato - Giusi La Ganga - Gabriele Salerno - Filippo Fiandrotti |
| Partito Repubblicano Italiano | Partito Liberale Italiano | Movimento Sociale Italiano - Destra Nazionale                             |
| - → Susanna Agnelli - Giorgio La Malfa - Luigi Arisio - Danilo Poggiolini | - Valerio Zanone - Renato Altissimo | - Ugo Martinat - Ludovico Boetti Villanis Audifreddi                      |
| Partito Socialista Democratico Italiano | Partito Radicale | Democrazia Proletaria                                                     |
| - Franco Nicolazzi - Salvatore Genova | - → Marco Pannella - → Maria Adelaide Aglietta - Giovanni Negri - Francesco Roccella                                                                                            | - Franco Calamida                                                         |

1. 1 2  Opta per il Senato
2. ↑  Subentra a Ugo Spagnoli il 27 febbraio 1986
3. ↑  Opta per la circoscrizione Milano-Pavia
4. ↑  Opta per la circoscrizione Verona-Padova-Vicenza-Rovigo
5. ↑  Subentra a Giovanni Negri l'11 luglio 1984

## Elezioni politiche 1987
| Liste                                         | Voti      | %     | Seggi |
| --------------------------------------------- | --------- | ----- | ----- |
| Partito Comunista Italiano                    | 599.476   | 27,12 | 10    |
| Democrazia Cristiana                          | 560.720   | 25,37 | 9     |
| Partito Socialista Italiano                   | 293.057   | 13,26 | 5     |
| Partito Repubblicano Italiano                 | 119.137   | 5,39  | 2     |
| Movimento Sociale Italiano - Destra Nazionale | 112.472   | 5,09  | 2     |
| Partito Radicale                              | 99.070    | 4,48  | 2     |
| Partito Socialista Democratico Italiano       | 83.549    | 3,78  | 1     |
| Lista Verde                                   | 77.616    | 3,51  | 1     |
| Partito Liberale Italiano                     | 75.385    | 3,41  | 1     |
| Piemont Autonomia Regionale                   | 54.624    | 2,47  | -     |
| Piemont                                       | 52.146    | 2,36  | -     |
| Democrazia Proletaria                         | 43.569    | 1,97  | 1     |
| Liga Veneta - Pensionati Uniti                | 17.903    | 0,81  | -     |
| Movimento di Liberazione Fiscale              | 13.194    | 0,60  | -     |
| Partito Sardo d'Azione                        | 5.572     | 0,25  | -     |
| Alleanza Umanista                             | 1.579     | 0,07  | -     |
| Alleanza Popolare                             | 1.503     | 0,07  | -     |
| Totale                                        | 2.210.572 |       | 34    |

| Partito Comunista Italiano | Democrazia Cristiana | Partito Socialista Italiano                                                                  | Partito Repubblicano Italiano                        |
| --- | --- | -------------------------------------------------------------------------------------------- | ---------------------------------------------------- |
| - Diego Novelli - Gian Carlo Pajetta - Livia Turco - → Antonio Giolitti - Luciano Violante - Sergio Garavini - Lucio Magri - Giuseppina Bertone - Giovanni Motetta - Gianni Wilmer Ronzani - Teresa Migliasso | - Oscar Luigi Scalfaro - Guido Bodrato - Giuseppe Botta - Vito Bonsignore - Silvio Lega - Luigi Rossi di Montelera - Paola Cavigliasso - Gianfranco Astori - Michele Zolla - Piero Angelo Balzardi | - Giuliano Amato - Giusi La Ganga - Giorgio Cardetti - Gabriele Salerno - Filippo Fiandrotti | - → Susanna Agnelli - Giorgio La Malfa - Luigi Firpo |
| Movimento Sociale Italiano - Destra Nazionale | Partito Radicale | Partito Socialista Democratico Italiano                                                      | Lista Verde                                          |
| - Ugo Martinat - Massimo Massano | - → Giovanni Negri - Maria Adelaide Aglietta - Domenico Modugno - Roberto Cicciomessere | - → Franco Nicolazzi - Giuseppe Cerutti                                                      | - → Gianni Francesco Mattioli - Laura Cima           |
| Partito Liberale Italiano | Democrazia Proletaria |                                                                                              |                                                      |
| - → Renato Altissimo - Valerio Zanone | - Bianca Guidetti Serra |                                                                                              |                                                      |

1. ↑  Opta per il Senato
2. ↑  Subentra a Paola Cavigliasso il 26 settembre 1991
3. ↑  Opta per il Senato
4. ↑  Opta per la circoscrizione Palermo-Trapani-Agrigento-Caltanissetta
5. ↑  Subentra a Domenico Modugno il 24 maggio 1990
6. ↑  Opta per la circoscrizione Roma-Viterbo-Latina-Frosinone
7. ↑  Opta per la circoscrizione Milano-Pavia
8. ↑  Opta per la circoscrizione Verona-Padova-Vicenza-Rovigo

## Elezioni politiche 1992
| Liste                                         | Voti      | %     | Seggi |
| --------------------------------------------- | --------- | ----- | ----- |
| Democrazia Cristiana                          | 426.427   | 19,04 | 7     |
| Lega Nord                                     | 342.749   | 15,30 | 6     |
| Partito Socialista Italiano                   | 318.377   | 14,22 | 5     |
| Partito Democratico della Sinistra            | 307.661   | 13,74 | 5     |
| Partito della Rifondazione Comunista          | 156.176   | 6,97  | 3     |
| Partito Repubblicano Italiano                 | 121.685   | 5,43  | 2     |
| Movimento Sociale Italiano - Destra Nazionale | 114.207   | 5,10  | 2     |
| Partito Liberale Italiano                     | 78.962    | 3,53  | 1     |
| Federazione dei Verdi                         | 67.959    | 3,03  | 1     |
| La Rete                                       | 65.871    | 2,94  | 1     |
| Lista Marco Pannella                          | 47.014    | 2,10  | 1     |
| Lega Alpina Piemont                           | 43.181    | 1,93  | -     |
| Partito Socialista Democratico Italiano       | 39.690    | 1,77  | 1     |
| Verdi Verdi                                   | 25.887    | 1,16  | -     |
| Partito Pensionati                            | 25.167    | 1,12  | -     |
| Sì Referendum                                 | 24.775    | 1,11  | -     |
| La Lega Casalinghe Pensionati                 | 17.985    | 0,80  | -     |
| Piemont Liber                                 | 11.257    | 0,50  | -     |
| Federalismo                                   | 4.558     | 0,20  | -     |
| Totale                                        | 2.239.588 |       | 35    |

| Democrazia Cristiana | Lega Lombarda                                                                                           | Partito Socialista Italiano                                                                    | Partito Democratico della Sinistra                                                                                |
| --- | --- | ---------------------------------------------------------------------------------------------- | --- |
| - Oscar Luigi Scalfaro - Vito Bonsignore - Silvio Lega - Giuseppe Botta - Gianfranco Astori - Gianfranco Morgando - Riccardo Sartoris | - Gipo Farassino - Claudio Pioli - Mauro Polli - Mario Borghezio - Stefano Aimone Prina - Bruno Matteja | - Gian Mauro Borsano - Giusi La Ganga - Giuseppe Cerutti - Giuseppe Garesio - Gabriele Salerno | - → Achille Occhetto - Livia Turco - Gianni Wilmer Ronzani - Luciano Violante - Giovanni Correnti - Rocco Larizza |
| Partito della Rifondazione Comunista                                                                                                  | Partito Repubblicano Italiano                                                                           | Movimento Sociale Italiano - Destra Nazionale                                                  | Partito Liberale Italiano                                                                                         |
| - → Lucio Libertini - Giovanni Dolino - Maria Grazia Sestero - Angelo Azzolina                                                        | - → Giorgio La Malfa - Danilo Poggiolini - Remo Ratto                                                   | - Ugo Martinat - Massimo Massano                                                               | - Valerio Zanone                                                                                                  |
| Federazione dei Verdi | La Rete                                                                                                 | Lista Pannella                                                                                 | Partito Socialista Democratico Italiano                                                                           |
| - Fulco Pratesi | - Diego Novelli                                                                                         | - Marco Pannella                                                                               | - Maurizio Pagani                                                                                                 |

1. ↑  Opta per la circoscrizione Roma-Viterbo-Latina-Frosinone
2. ↑  Opta per il Senato
3. ↑  Opta per la circoscrizione Milano-Pavia